# Gnomologium Vaticanum Epicureum

Le Gnomologium Vaticanum Epicureum est un florilège contenu dans un manuscrit de la bibliothèque apostolique vaticane identifié sous la cote Vaticanus graecus 1950,. Découvert par Karl Wotke en 1888, son contenu a été publié pour la première fois dans la revue Wiener Studien. Le manuscrit contient un ensemble de textes et florilèges philosophiques. Il est en particulier la seule source connue de l'anthologie d'apophtegmes épicuriens connue sous le titre de Sentences Vaticanes. 

## Contenu du manuscrit
Le manuscrit est daté du XIVe siècle. Il contient plusieurs florilèges philosophiques. 
Son dépouillement systématique a révélé des textes de Xénophon, Marc Aurèle, Epictète, Maxime de Tyr, Albinus (Alcinous) et Aristote, ainsi qu'un florilège épicurien inédit. Son contenu le rattache à un vaste ensemble de collections philosophiques, dont le manuscrit Vat. gr. 1950 contiendrait une version, et dont la version la plus connue se trouve dans le manuscrit Vat. gr. 743, et a été diffusée sous le nom de Gnomologium Vaticanum ; cette collection complète contenant plus de 500 sentences philosophiques d'origine variée.  

## Le florilège épicurien
Le florilège appelé Sentences Vaticanes n'est transmis que par ce manuscrit. Il est intitulé dans le manuscrit Επικούρου προσϕώνησις / Epikourou prosphōnēsis, « paroles d'Epicure ». On le trouve dans les folios 401 verso à 404 verso. Il est composé de 81 sentences, dont certaines ont depuis été identifiées comme n'étant pas d'Epicure lui-même. Publié pour la première fois de façon séparée par Karl Wotke et Hermann Usener, il a depuis été systématiquement intégré dans la plupart des éditions et traductions de références des textes d'Epicure.